# 2. Basketball-Bundesliga 1980/81
Die Saison 1980/1981 war die sechste Saison der 2. Basketball-Bundesliga.

## Modus
Es wurde in zwei Gruppen Nord und Süd mit je zehn Mannschaften gespielt. Nach einer Einfachrunde spielten die ersten vier Mannschaften einer Staffel eine zweigleisige Aufstiegsrunde aus, deren Sieger in die Basketball-Bundesliga aufstieg. Die restlichen Mannschaften spielten eine Abstiegsrunde in ihrer Staffel aus. Aus der Nordstaffel stiegen aufgrund der zugeordneten Regionalligen regulär zwei Mannschaften, aus der Südstaffel drei Mannschaften ab. In beiden Runden wurden alle Punkte der Hauptrunde mitgenommen.

## Teilnehmende Mannschaften

### Gruppe Nord
- DTV Charlottenburg
- FC Schalke 04
- VfL Pinneberg

Der VfL Pinneberg zog sich vor Saisonbeginn aus der Liga zurück. Der frei gewordene Platz wurde durch ein Hin- und Rückspiel zwischen CVJM Hannover und der Düsseldorfer BG ausgespielt. CVJM gewann beide Spiele und stieg auf.
- BG 74 Göttingen
- UBC Münster
- TSV Hagen 1860
- Oldenburger TB
- Jugend 07 Bergheim

Aufsteiger aus den Regionalligen Nord und West
- Vegesacker TV
- TV Ibbenbüren
- CVJM Hannover

Nachrücker für den sich zurückziehenden VfL Pinneberg.

### Gruppe Süd
- Eintracht Frankfurt

Absteiger aus der Basketball-Bundesliga
- USC Heidelberg

Absteiger aus der Basketball-Bundesliga
- 1. FC Bamberg
- TG Hanau
- DJK SB München
- TV Langen
- SB DJK Rosenheim

Aufsteiger aus den Regionalligen Mitte, Südwest und Süd
- TV Eppelheim
- BG Bamberg

Spielgemeinschaft aus VfL Jahn Bamberg und Eintracht Bamberg
- BC Darmstadt

## Saisonverlauf

### Abschlusstabellen Hauptrunde
Nord
| Platz | Team               | Gesamt    | Gesamt |
| ----- | ------------------ | --------- | ------ |
| 1.    | DTV Charlottenburg | 1494:1235 | 30:6   |
| 2.    | FC Schalke 04      | 1664:1449 | 30:6   |
| 3.    | Oldenburger TB     | 1569:1442 | 28:8   |
| 4.    | BG 74 Göttingen    | 1554:1484 | 22:14  |
| 5.    | Jugend 07 Bergheim | 1243:1300 | 18:18  |
| 6.    | TV Ibbenbüren (N)  | 1479:1526 | 14:22  |
| 7.    | CVJM Hannover (N)  | 1380:1409 | 12:24  |
| 8.    | TSV Hagen 1860     | 1400:1467 | 12:24  |
| 9.    | UBC Münster        | 1368:1527 | 12:24  |
| 10.   | Vegesacker TV (N)  | 1254:1564 | 2:34   |

Süd
| Platz | Team                    | Gesamt    | Gesamt |
| ----- | ----------------------- | --------- | ------ |
| 1.    | TV Langen               | 1601:1392 | 32:4   |
| 2.    | USC Heidelberg (A)      | 1468:1239 | 28:8   |
| 3.    | 1. FC Bamberg           | 1552:1415 | 26:10  |
| 4.    | BG Bamberg (N)          | 1609:1517 | 22:14  |
| 5.    | SB DJK Rosenheim        | 1600:1529 | 20:16  |
| 6.    | TG Hanau                | 1411:1409 | 20:16  |
| 7.    | SB DJK München          | 1466:1396 | 18:18  |
| 8.    | TV Eppelheim (N)        | 1328:1487 | 8:28   |
| 9.    | BC Darmstadt (N)        | 1366:1625 | 4:32   |
| 10.   | Eintracht Frankfurt (A) | 1387:1774 | 2:34   |

### Aufstiegsrunden
Nord
| Platz | Team               | Gesamt*   | Gesamt* |
| ----- | ------------------ | --------- | ------- |
| 1.    | DTV Charlottenburg | 1952:1651 | 38:10   |
| 2.    | FC Schalke 04      | 2049:1949 | 38:10   |
| 3.    | Oldenburger TB     | 2042:1916 | 36:12   |
| 4.    | BG 74 Göttingen    | 1995:1987 | 22:26   |

Süd
| Platz | Team               | Gesamt*   | Gesamt* |
| ----- | ------------------ | --------- | ------- |
| 1.    | USC Heidelberg (A) | 1862:1621 | 38:10   |
| 2.    | TV Langen          | 2063:1834 | 34:14   |
| 3.    | 1. FC Bamberg      | 2049:1886 | 34:14   |
| 4.    | BG Bamberg (N)     | 2948:1994 | 22:26   |

 * Es wurden alle Ergebnissen der Hauptrunde in die Aufstiegsrunde mitgenommen.

### Abstiegsrunden
Nord
| Platz | Team               | Gesamt *  | Gesamt * |
| ----- | ------------------ | --------- | -------- |
| 1.    | Jugend 07 Bergheim | 2041:2056 | 32:24    |
| 2.    | TV Ibbenbüren (N)  | 2311:2288 | 28:28    |
| 3.    | TSV Hagen 1860     | 2100:2230 | 22:34    |
| 4.    | UBC Münster        | 2176:2313 | 22:34    |
| 5.    | CVJM Hannover (N)  | 2202:2137 | 22:24    |
| 6.    | Vegesacker TV (N)  | 1932:2390 | 4:32     |

Süd
| Platz | Team                    | Gesamt *  | Gesamt * |
| ----- | ----------------------- | --------- | -------- |
| 1.    | DJK SB München          | 2260:2072 | 38:18    |
| 2.    | SB DJK Rosenheim        | 2608:2361 | 36:20    |
| 3.    | TG Hanau                | 2245:2277 | 28:28    |
| 4.    | TV Eppelheim (N)        | 2049:2340 | 14:42    |
| 5.    | BC Darmstadt (N)        | 2203:2447 | 12:44    |
| 5.    | Eintracht Frankfurt (A) | 1787:2349 | 4:52     |

 * Es wurden alle Ergebnissen der Hauptrunde in die Abstiegsrunde mitgenommen.